# Choustník
Choustník (en allemand : Chaustnik) est une commune du district de Tábor, dans la région de Bohême-du-Sud, en République tchèque. Sa population s'élevait à 488 habitants en 2020.

## Géographie
Choustník se trouve à 11 km à l'est-sud-est de Planá nad Lužnicí, à 15 km au sud-est de Tábor, à 48 km au nord-est de České Budějovice à 88 km au sud-sud-est de Prague.

### Communes limitrophes
| Skopytce           | Krtov     | Mlýny  |
| Skopytce Krátošice | Choustník | Mlýny  |
| Tučapy             | Budislav  | Psárov |

## Histoire
La première mention écrite du village date de 1282.